# 格里戈里·基里延科
格里戈里·阿纳托利耶维奇·基里延科（俄语：Григорий Анатольевич Кириенко，1965年9月29日—），苏联及俄罗斯男子击剑运动员。他曾获得1992年和1996年夏季奥运会击剑比赛男子佩剑团体金牌。